# Чхве Пу
Чхве Пу (кор. 최부) (1454—1504) — корейский чиновник, известный потомкам, главным образом, книгой, которую он написал, после того, как его занесло бурей в Китай в 1488 г., и он провел полгода в этой стране, пересекая её с юга на север.

## Имя
Корейская фамилия 최 с использованием принятой в России системы Концевича транслитерируется на русский язык как Чхве, однако многие носители этой фамилии традиционно пишутся как Цой.

## Путешествие Чхве Пу
Чхве Пу был высокообразованным корейским чиновником, жившим во времена Династии Чосон. В течение своей карьеры он занимал ряд ответственных постов в государственном аппарате, был знатоком корейской истории и работ классиков конфуцианства. Хотя Чхве и не говорил по-китайски, он, как и другие образованные корейцы его времени, хорошо владел традиционным китайским литературным языком (вэньянем), служившим в своей письменной форме языком литературы и бюрократии как в Китае, так и в Корее. Таким образом, когда судьба занесла его в Минскую империю, он мог изъясняться с китайскими чиновниками в письменном виде.
В 1487 г. Чхве Пу был послан на остров Чеджудо, находящийся к югу от корейского полуострова, для проверки тамошних документов о прописке жителей на предмет обнаружения беглых рабов с большой земли. Однако 12 февраля 1488 к нему прибыл раб его семьи из его родного города Наджу с сообщением о смерти его отца. В соответствии с конфуцианским моральным кодексом, Чхве Пу немедленно ушёл со своего поста и направился в свой родной город, чтобы блюсти многомесячный траур.
Однако по пути с острова Чеджудо на большую землю корабль, на котором находилось 43 человек, включая Чхве Пу, попал в сильный шторм, продолжавшийся 14 дней и отнёсший его далеко на юго-запад. На шестой день шторма их ограбили китайские пираты, которые отобрали и выбросили в море их весла и якорь. Это ещё уменьшило возможность возвращения домой своими силами, так что корабль практически оказался предоставлен на волю волн.
28 февраля 1488 г. корейское судно прибило к берегам китайской провинции Чжэцзян, к югу от города Тайчжоу. Там корейцы подверглись дальнейшему грабежу от встретивших их местных моряков, но смогли выбраться на берег и направились в сторону Тайчжоу. Грамотный Чхве Пу смог убедить местные власти, что возглавляемая им группа представляет собой не шайку японских пиратов, а окружение видного корейского чиновника. Ввиду этого китайские власти отнеслись к корейцам с уважением, и 6 марта они под эскортом и за государственный счёт были направлены на север. До Нинбо путешественники следовали в основном пешком, причём самого Чхве и других важных лиц из его группы носильщики несли в паланкинах. От Нинбо до Ханчжоу существовала почти непрерывная цепь водных путей, а там уже официально начинался Великий канал Китая, по которому их отправили водным транспортом почти до самого Пекина.
Погостив почти месяц (9 мая — 4 июня) в китайской столице, Чхве Пу и его спутники получив телеги, лошадей и ослов, направились отправились к корейской границе, достигнув её 12 июля 1488 г.

## На родине
По возвращении на родину Чхве Пу составил детальный отчет о своем путешествии, и в том же 1488 г преподнёс его королю. Эта работа получила широкую известность в Корее и Японии, где она была опубликована в XVI в. В XX в. она была переведена и на другие языки. Работа наблюдательного «невольного путешественника» Чхве Пу является полезным документом о Китае эры Хунчжи (период царствования Чжу Ютана) для современных историков, поскольку, с одной стороны, она представляет собой ценный «взгляд со стороны» на жизнь Китая, а с другой — её автору, в отличие от ранних европейских и персидских путешественников, китайская культура и литературный язык не были чужды, и он мог свободнее общаться с окружающими и лучше понимать увиденное.
Чхве Пу был репрессирован во время диктаторского правления короля Ёнсан-гуна.
В 1498 г., во время чистки против поддерживаемой им группы бюрократов, его высекли и сослали в Танчхон на севере страны. Он был казнён во время второй чистки в 1504 г.
После воцарения короля Чонджона, Чхве Пу был посмертно реабилитирован в 1506 г.